# Кадыров, Сабит
Сабит Кадыров (1 сентября 1926, с. Жертумсык — 16 февраля 2005) — передовик советской угольной промышленности, машинист экскаватора Южного вскрышного разреза комбината «Экибастузуголь» Министерства угольной промышленности СССР, Павлодарская область, Герой Социалистического Труда (1971).

## Биография
Родился 1 сентября 1926 года в селе Жертумсык Павлодарского уезда Казахской АССР в казахской семье. Завершив обучение в пятом классе школы, умерла мать, погиб под Сталинградом отец. В 1942 году, во время Великой Отечественной войны, начал работать формовщиком артели «Металлист» в городе Павлодар Казахской ССР. В 1948 году стал трудиться смазчиком, а затем помощником машиниста экскаватора, машинистом экскаватора на угольных разрезах треста «Крагандауголь». С 1958 по 1962 годы работал машинистом экскаватора разреза «Северный» треста «Иртышуголь». С 1962 года член КПСС.
С 1962 по 1984 годы работал машинистом экскаватора угольного разреза «Южный» комбината «Экибастузуголь». За время работы немало внёс рационализаторских предложений по повышению производительности труда на угольных разрезах. Являлся наставником для молодых специалистов, передавал им свой опыт. За заслуги в выполнении семилетнего плана в 1966 году был награждён орденом Трудового Красного Знамени.
Указом Президиума Верховного Совета СССР от 30 марта 1971 года за выдающиеся успехи, достигнутые в выполнении производственных заданий пятилетнего плана по развитию угольной и сланцевой промышленности и достижение высоких технико-экономических показателей Сабиту Кадырову присвоено звание Героя Социалистического Труда с вручением ордена Ленина и золотой медали «Серп и Молот».
С 1984 года и до выхода на заслуженный отдых работал слесарем-ремонтником в механическом цехе угольного разреза «Южный».
Проживал в Павлодарской области Казахстана. Умер 16 февраля 2005 года. Похоронен на старом мусульманском кладбище города Экибастуз.

## Награды
За трудовые успехи удостоен:
- золотая звезда «Серп и Молот» (30.03.1971)
- орден Ленина (30.03.1971)
- Орден Трудового Красного Знамени (29.06.1966)
- другие медали.
- Заслуженный шахтёр Казахской ССР (1964)